# Assassinat d'Airey Neave
 (septembre 2022).
Si vous disposez d'ouvrages ou d'articles de référence ou si vous connaissez des sites web de qualité traitant du thème abordé ici, merci de compléter l'article en donnant les références utiles à sa vérifiabilité et en les liant à la section « Notes et références ».
L'assassinat d'Airey Neave est l'assassinat du secrétaire d'État fantôme britannique pour l'Irlande du Nord Airey Neave survenu le 30 mars 1979. L'assassinat est mené par l'Irish National Liberation Army qui a placé une bombe fixée sous la voiture d'Airey Neave. La bombe a explosé dans le parking du Palais de Westminster à Londres et a mortellement blessé Neave, décédé peu après son admission à l'hôpital.

## Contexte
L'Irish National Liberation Army (INLA) et son aile politique, le Parti socialiste républicain irlandais, ont été formées lors d'une réunion dans un hôtel de Dublin en décembre 1974. En 1975, elle a commencé à mener une campagne paramilitaire en Irlande du Nord sur les installations et les fonctionnaires du gouvernement britannique avec l'objectif stratégique de retirer l'Irlande du Nord du Royaume-Uni, en utilisant les noms de «People's Liberation Army», et d'«Armagh People's Republican Army».
Tout au long des années 1970, Neave, un influent membre conservateur de la Chambre des communes, avait plaidé dans les cercles politiques britanniques pour un abandon de la stratégie du Gouvernement Britannique consistant à contenir la violence paramilitaire irlandaise en Irlande du Nord contre l'État britannique, et pour l'adoption d'une stratégie consistant à mener une offensive militaire contre elle en cherchant sa défaite martiale. Cela l'a porté à l'attention de l'Armée républicaine irlandaise provisoire et de l'INLA comme une menace potentielle pour leurs organisations et leurs activités. Un membre de la direction de l'INLA a déclaré plus tard : "Il (Neave) arrivait sur les talons de Mason pour régler le problème du Nord, et faisait ressembler Mason à un agneau. Il voulait faire venir plus de Special Air Service et mener la guerre à l'ennemi".
Après la défaite du gouvernement travailliste à la Chambre des communes lors d'un vote de défiance le 28 mars 1979, des élections générales ont été déclenchées au Royaume-Uni, et le Parti conservateur s'attendait à remporter les élections, Neave, en tant que Secrétaire d'État pour l'Irlande du Nord du cabinet fantôme, devait devenir le nouveau secrétaire d'État pour l'Irlande du Nord, ce qui le placerait dans une position d'autorité exécutive gouvernementale pour mener à bien sa stratégie militaire pour la province.

## Assassinat
Une source politique à Westminster hostile aux déclarations de Neave sur la situation sécuritaire en Irlande du Nord est soupçonnée d'avoir transmis des informations à l'INLA qui lui a donné les moyens de mener l'attentat contre lui dans l'enceinte du Palais de Westminster. Les informations qu'il avait reçues lui donnaient un moyen d'accéder au parking de la Chambre des communes, et l'INLA décida d'utiliser une bombe avec un détonateur à interrupteur à mercure qui exploserait lorsque l'appareil se trouvait à un certain angle, c'est-à-dire lorsque le véhicule était sur la rampe du parking de la Chambre des communes, car il manquait d'informations sur les mouvements de Neave avec la voiture pour permettre l'utilisation efficace d'un dispositif de bombe à retardement.
Le vendredi 30 mars 1979, deux paramilitaires de l'INLA sont entrés dans le parking souterrain de la Chambre des communes en se faisant passer pour des ouvriers, transportant la bombe dans une boîte à outils. Une fois à l'intérieur, ils ont identifié la voiture de Neave (une Vauxhall Cavalier) et ont fixé un engin explosif de 16 onces avec un détonateur à inclinaison au mercure sur le panneau de plancher sous le siège du conducteur.
Neave a quitté la Chambre des communes quelques minutes avant 15 h 0. Alors qu'il montait la rampe de sortie du parking souterrain, l'angle a incliné l'interrupteur au mercure de la bombe et elle a explosé, l'explosion faisant perdre connaissance à Neave, lui sectionnant les jambes et le piégeant dans l'épave mutilée de son véhicule. Neave a été libéré de l'épave par les services d'urgence, et il est conduit à l'hôpital de Westminster en ambulance, y mourant quelques minutes après son arrivée, n'ayant pas repris connaissance.

## Réactions

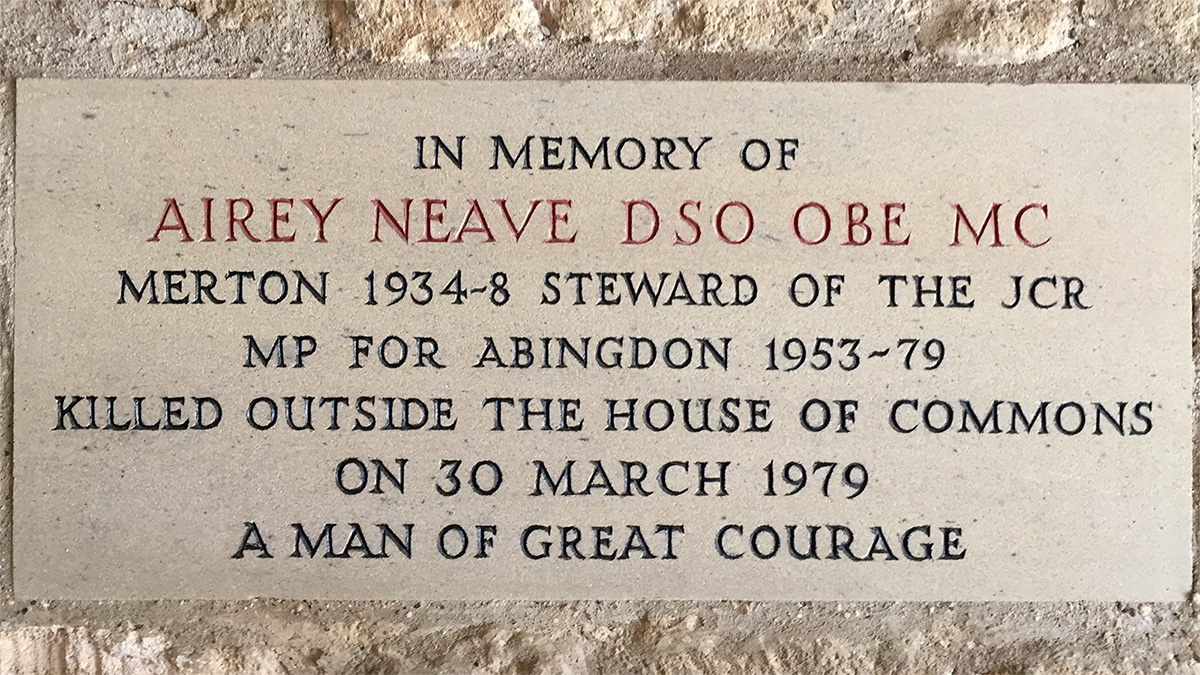
Une plaque commémorative à Airey Neave.

L'INLA a publié une déclaration concernant l'attaque dans l'édition d'août 1979 de sa publication The Starry Plough (en) : "En mars, Airey Neave, terroriste à la retraite et partisan de la peine capitale, a eu un avant-goût de sa propre médecine lorsqu'une unité de l'INLA a réussi l'opération de la décennie et l'a fait exploser en morceaux à l'intérieur du palais "imprenable" de Westminster. La nauséeuse Margaret Thatcher a pleurniché à la télévision qu'il était une "perte incalculable" - et il l'était donc - pour la classe dirigeante britannique."
Margaret Thatcher devait diffuser à la nation ce soir-là, mais a annulé ses plans en raison de son chagrin à la mort de Neave. La Chambre des communes a décidé de reprendre ses activités moins d'une heure après la tragédie, le whip en chef travailliste Michael Cocks et le conservateur Norman St John-Stevas estimant que "la législation ne devrait pas être contrariée par le meurtre de voyous."
La mort de Neave est survenue deux jours seulement après le vote de défiance qui a renversé le gouvernement de Callaghan et un mois avant les élections générales de 1979, qui ont vu une victoire des conservateurs et l'arrivée au pouvoir de Thatcher en tant que Premier ministre. L'épouse de Neave, Diana, qu'il a épousée le 29 décembre 1942, a ensuite été élevée à la Chambre des lords en tant que baronne Airey d'Abingdon (en).
Le biographe de Neave, Paul Routledge (en), a rencontré un membre du Parti socialiste républicain irlandais (l'aile politique de l'INLA) qui a été impliqué dans le meurtre de Neave et qui a dit à Routledge que Neave "aurait très bien réussi à ce poste [le secrétaire d'Irlande du Nord]. Il aurait mis la lutte armée à genoux".
À la suite de l'assassinat de Neave, l'INLA a été déclarée illégale dans tout le Royaume-Uni le 2 juillet 1979.
Le corps de Neave a été enterré dans le cimetière de l'église St. Margaret à Hinton Waldrist, dans l'Oxfordshire.